# Tina Hausmann
Tina Larissa Hausmann, née le 5 octobre 2006 à Zurich est une pilote automobile suisse qui évolue actuellement en F1 Academy avec Prema Racing en représentant Aston Martin. Elle a déjà concouru pour AKM Motorsport en Formule 4, décrochant un podium général dans la Formula Winter Series et remporte le trophée féminin en F4 italienne et en Euro 4.

## Carrière

### Karting
Hausmann a fait ses débuts en karting compétitif lors du Rotax Max Challenge Suisse 2019 dans les catégories Mini et Junior, terminant 8e et 4e. Elle revient au karting en 2021 et participe à l'ADAC Kart Masters dans la catégorie OK. Elle a également participé à quelques courses dans son pays d'origine, la Suisse, ainsi qu'en Allemagne.

### Formule 4

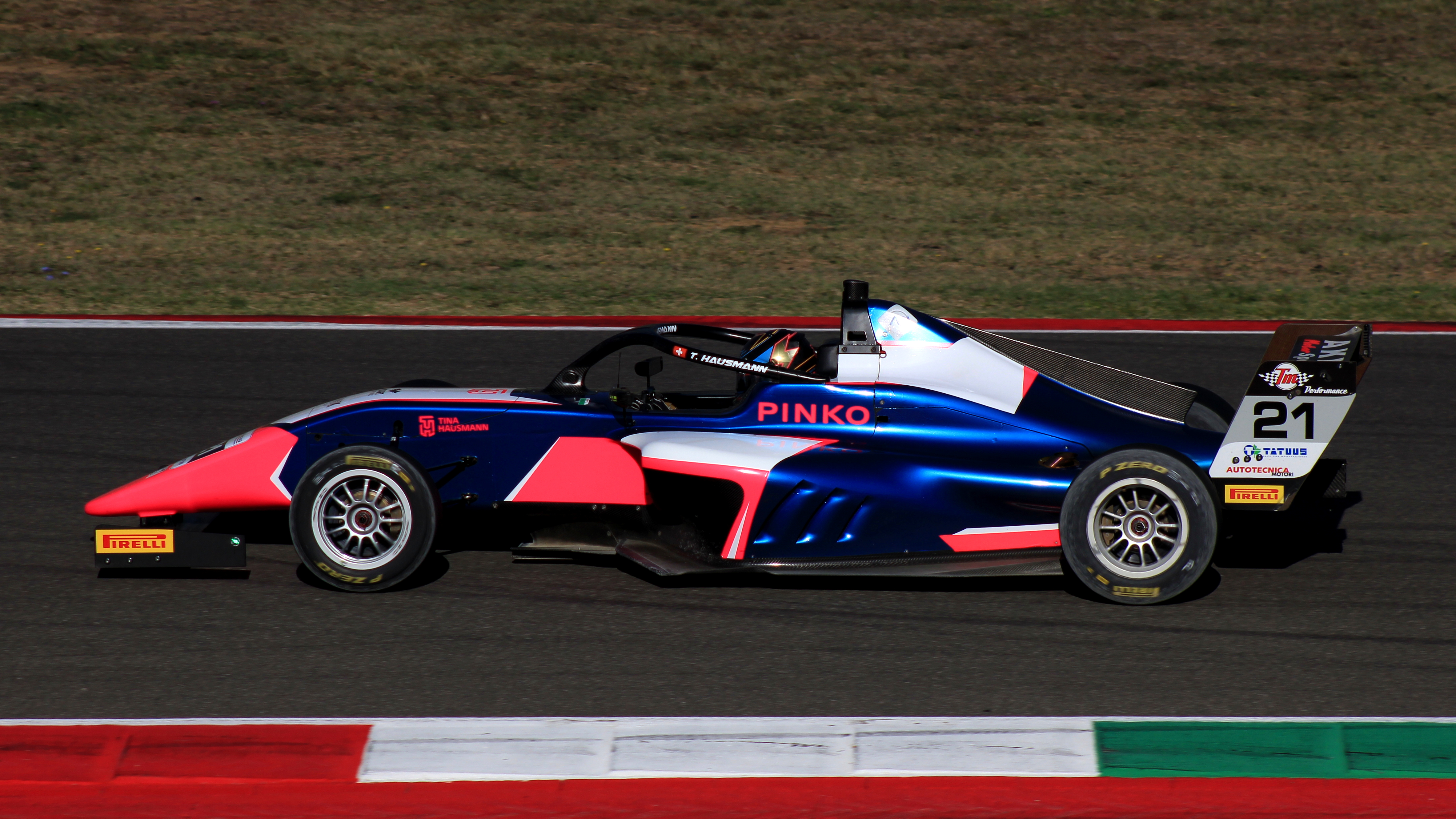
Tina Hausmann en Formule 4 italienne en 2023 au Mugello.

Elle a fait ses débuts en Formule 4 lors de la saison inaugurale de la Formula Winter Series avec AKM Motorsport. Lors de sa première course de F4 sur le circuit de Jerez, elle est arrivée 4ème. Lors de la deuxième course, elle a décroché son premier podium en monoplace, en terminant 3ème.
Elle a également piloté dans le championnat italien de F4 2023 et le championnat Euro 4 2023 pour AKM Motorsport, sans marquer de point dans les deux séries, puisqu'elle a terminé 40e du championnat italien de F4, elle n'était que la seule participante à temps plein de l'équipe. Elle a remporté le titre féminin. Hausmann a terminé 20e au Championnat Euro 4, sa meilleure position était 11e et elle a battu Aurelia Nobels en tant que femme la mieux placée au championnat,.

### F1 Academy
Hausmann a été annoncée pour participer à la saison 2024 de la F1 Academy, un championnat entièrement féminin avec des monoplaces de Formule 4, avec Prema Racing représentant Aston Martin. Hausmann a terminé la saison en terminant quatrième de la course 3 à Abu Dhabi, sa meilleure place de la saison. Hausmann est restée avec Prema Racing et Aston Martin pour la saison 2025.

## Record de karting

### Résumé de carrière en karting
| Saison | Série                              | Équipe            | Position |
| ------ | ---------------------------------- | ----------------- | -------- |
| 2019   | Swiss Rotax Max Challenge - Mini   | Course de vitesse | 8ème     |
| 2019   | Swiss Rotax Max Challenge - Junior | Course de vitesse | 4ème     |
| 2021   | ADAC Kart Masters - OK             | CRG Holland       | NC       |

## Résultats en carrière

### Résultats en monoplace
| Saison | Championnat                                      | Écurie          | Courses | Victoires | Pole positions | Meilleurs tours | Podiums | Points | Classement |
| ------ | ------------------------------------------------ | --------------- | ------- | --------- | -------------- | --------------- | ------- | ------ | ---------- |
| 2023   | Formula Winter Series                            | AKM Motorsport  | 4       | 0         | 0              | 0               | 1       | 27     | 10e        |
| 2023   | Championnat d'Italie de Formule 4                | AKM Motorsport  | 19      | 0         | 0              | 0               | 0       | 0      | 40e        |
| 2023   | Championnat d'Euro 4                             | AKM Motorsport  | 9       | 0         | 0              | 0               | 0       | 0      | 20e        |
| 2024   | Championnat des Émirats arabes unis de Formule 4 | Xcel Motorsport | 3       | 0         | 0              | 0               | 0       | 0      | 40e        |
| 2024   | F1 Academy                                       | Prema Racing    | 14      | 0         | 0              | 0               | 0       | 31     | 10e        |
| 2025   | F1 Academy                                       | Prema Racing    | 8       | 0         | 0              | 0               | 0       | 36     | 7e         |

### Résultats complets en Formula Winter Series
(Les courses en gras indiquent une pole position) (les courses en italique indiquent un meilleur tour)
| Année | Équipe         | 1       | 2       | 3         | 4         | 5     | 6     | 7     | 8     | C.P | Points |
| ----- | -------------- | ------- | ------- | --------- | --------- | ----- | ----- | ----- | ----- | --- | ------ |
| 2023  | AKM Motorsport | JER 1 4 | JER 2 3 | CRT 1 15† | CRT 2 Abd | NAV 1 | NAV 2 | CAT 1 | CAT 2 | 10e | 27     |

### Résultats complets en championnat Euro 4
(Les courses en gras indiquent une pole position) (les courses en italique indiquent un meilleur tour)
| Saison | Ecurie         | 1        | 2        | 3        | 4        | 5        | 6        | 7        | 8        | 9        | C.P | Points |
| ------ | -------------- | -------- | -------- | -------- | -------- | -------- | -------- | -------- | -------- | -------- | --- | ------ |
| 2023   | AKM Motorsport | MUG 1 23 | MUG 2 21 | MUG 3 17 | MNZ 1 11 | MNZ 2 23 | MNZ 3 16 | CAT 1 16 | CAT 2 13 | CAT 3 13 | 20e | 0      |

### Résultats en championnat d'Italie de Formule 4
(Les courses en gras indiquent une pole position) (les courses en italique indiquent un meilleur tour)
| Année | Équipe         | 1        | 2        | 3     | 4         | 5         | 6          | 7          | 8        | 9         | 10       | 11       | 12       | 13       | 14       | 15       | 16       | 17       | 18       | 19       | 20       | 21        | 22       | C.P | Points |
| ----- | -------------- | -------- | -------- | ----- | --------- | --------- | ---------- | ---------- | -------- | --------- | -------- | -------- | -------- | -------- | -------- | -------- | -------- | -------- | -------- | -------- | -------- | --------- | -------- | --- | ------ |
| 2023  | AKM Motorsport | IMO 1 19 | IMO 2 20 | IMO 3 | IMO 4 Abd | MIS 1 Abd | MIS 2 Forf | MIS 3 Forf | SPA 1 24 | SPA 2 Abd | SPA 3 23 | MNZ 1 20 | MNZ 2 21 | MNZ 3 22 | LEC 1 27 | LEC 2 16 | LEC 3 20 | MUG 1 19 | MUG 2 27 | MUG 3 20 | VLL 1 25 | VLL 2 Abd | VLL 3 25 | 40e | 0      |

### Résultats en championnat des Émirats arabes unis de Formule 4
(Les courses en gras indiquent une pole position) (les courses en italique indiquent un meilleur tour)
| Année | Équipe          | 1      | 2      | 3      | 4          | 5         | 6         | 7      | 8      | 9      | 10     | 11     | 12     | 13     | 14     | 15     | C.P | Points |
| ----- | --------------- | ------ | ------ | ------ | ---------- | --------- | --------- | ------ | ------ | ------ | ------ | ------ | ------ | ------ | ------ | ------ | --- | ------ |
| 2024  | Xcel Motorsport | YMC1 1 | YMC1 2 | YMC1 3 | YMC2 1 Abd | YMC2 2 27 | YMC2 3 21 | DUB1 1 | DUB1 2 | DUB1 3 | YMC3 1 | YMC3 2 | YMC3 3 | DUB2 1 | DUB2 2 | DUB2 3 | 40e | 0      |

### Résultats en F1 Academy
(Les courses en gras indiquent une pole position) (les courses en italique indiquent un meilleur tour)
| Year  | Team         | 1        | 2        | 3         | 4         | 5       | 6       | 7        | 8       | 9        | 10       | 11       | 12      | 13       | 14      | 15      | C.P | Points |
| ----- | ------------ | -------- | -------- | --------- | --------- | ------- | ------- | -------- | ------- | -------- | -------- | -------- | ------- | -------- | ------- | ------- | --- | ------ |
| 2024  | Prema Racing | JED 1 6  | JED 2 13 | MIA 1 Abd | MIA 2 Abd | CAT 1 9 | CAT 2 8 | ZAN 1 11 | ZAN 2 9 | SIN 1 10 | SIN 2 16 | LSL 1 12 | LSL 2 A | ABU 1 15 | ABU 2 9 | ABU 3 4 | 10e | 31     |
| 2025* | Prema Racing | SHA 1 13 | SHA 2 15 | JED 1 6   | JED 2 6   | MIA 1 7 | MIA 2 A | CAN 1    | CAN 2   | CAN 3    | ZAN 1    | ZAN 2    | SIN 1   | SIN 2    | LVG 1   | LVG 2   | 7e* | 13*    |

* Saison en cours